# Rondje Limburg
Rondje Limburg is een bewegwijzerde langeafstandswandelroute in Nederlands-Limburg. De wandelroute is 385 kilometer lang en is onderverdeeld in 18 etappes. Ze werd gecreëerd in maart 2023. De route loopt in lusvorm van Eijsden naar Eijsden. De route loopt langs Eijsden, Maastricht, Midden-Limburg, de Mookerheide, Nationaal Park De Maasduinen, Nationaal Park De Meinweg, de Brunssummerheide en het drielandenpunt in Vaals.